# The Mary Tyler Moore Show
The Mary Tyler Moore Show é uma série americana de TV, do gênero Comédia (Sitcom), criada por James L. Brooks e Allan Burns para o canal CBS. Ela estreou em 19 de setembro de 1970 e seu último episódio foi em 19 de março de 1977 (com o total de 168 episódios). No Brasil, ela foi exibida pela Rede Globo. Em Portugal foi exibida com o nome "As Solteironas" pela Rádio e Televisão de Portugal (RTP) durante os anos 1970 e reexibida no início da década de 1990.
A série conta a história de uma mulher de 30 anos, Mary Richards, solteira e profissionalmente bem-sucedida, que exerce a carreira de produtora de um canal de TV. 
No episódio piloto, Mary Richards se muda para Minneapolis depois de terminar um noivado de dois anos. Procurava emprego de secretária da Estação de TV WJM, e foi surpreendida com a proposta de ser produtora do programa jornalístico Six O'Clock News.

## Personagens principais

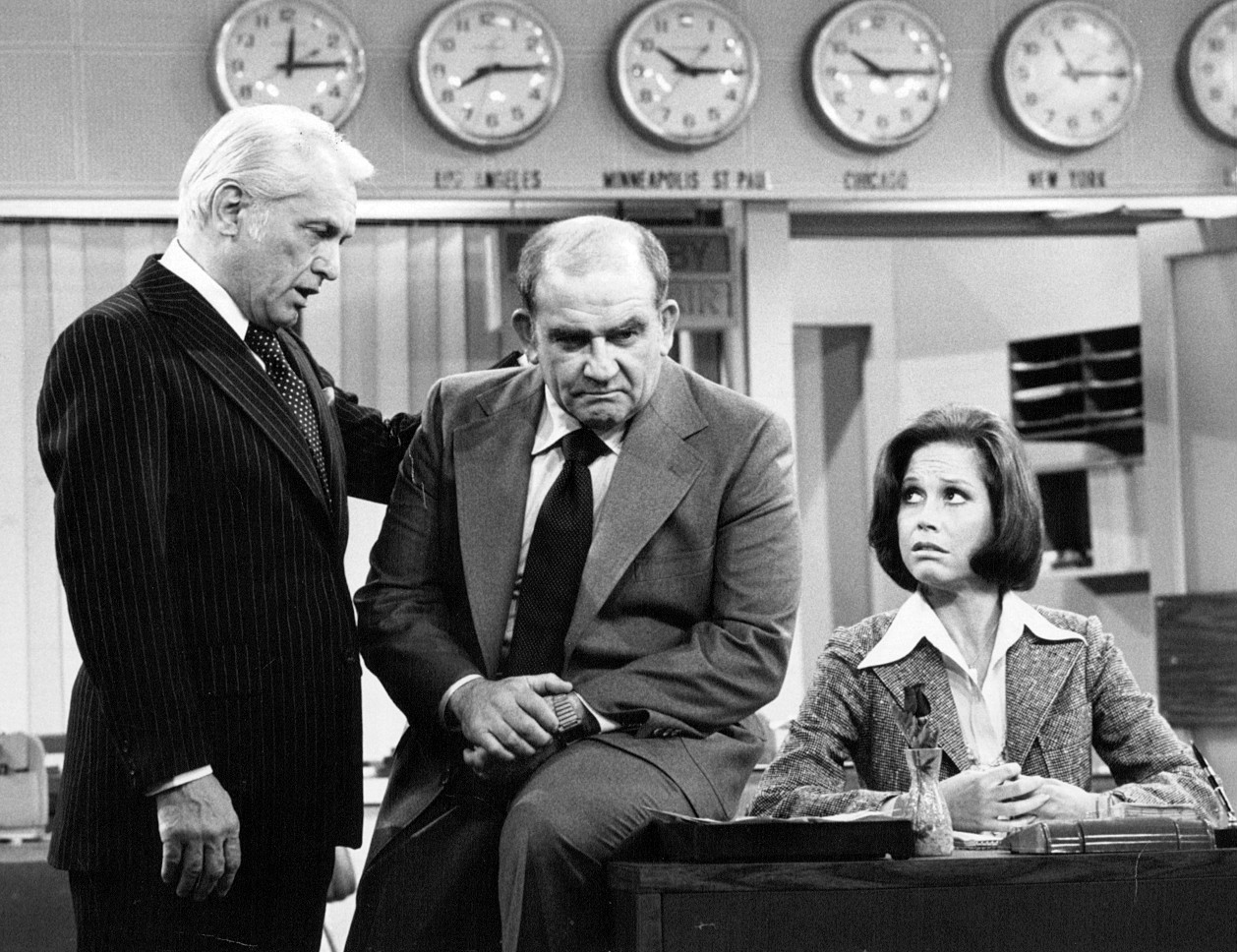
Ted Knight, Ed Asner e Mary Tyler Moore em foto de 1977

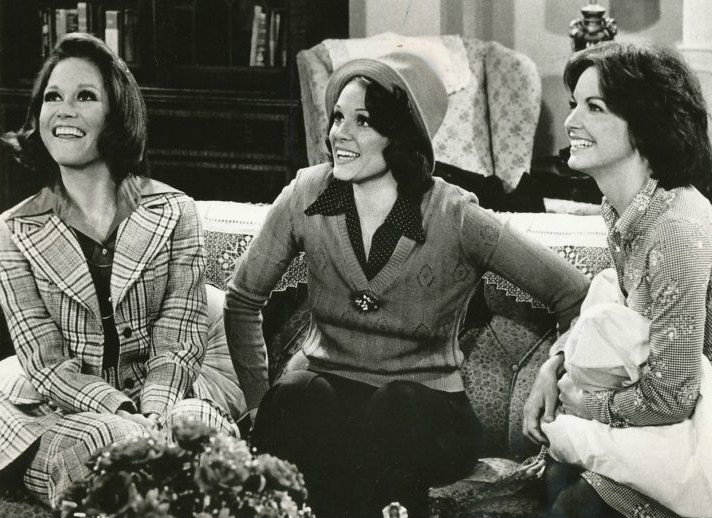
Mary, Rodha e irmã mais jovem no casamento dela em episódio de 1973

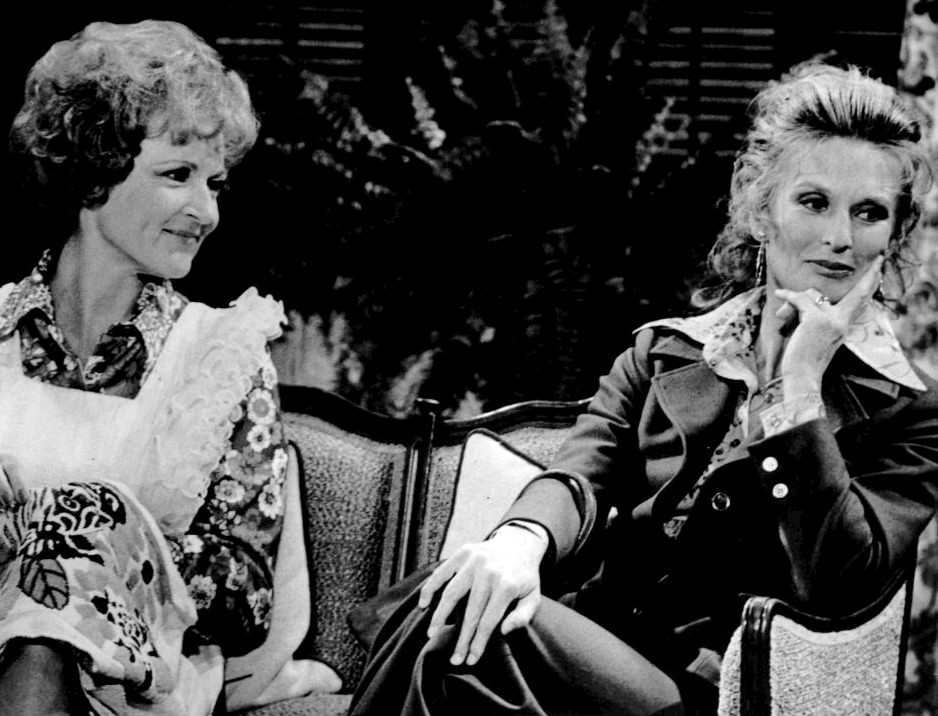
Betty White e Cloris Leachman em foto de 1973

- Mary Richards (Mary Tyler Moore):  Originariamente pensada como uma divorciada (spin-off da série The Dick Van Dyke Show, pois seu ex-marido seria Robbie Patrie), a personagem foi mudada para uma mulher que termina seu noivado e se torna uma profissional independente.

- Lou Grant (Edward Asner). Era o chefe e melhor amigo de Mary. Depois que a série terminou, ele estrelaria a sua própria, Lou Grant, mas mudando de gênero pois desta vez a série era dramática. Vive assediado por Sue Ann Nivens.

- Murray Slaughter (Gavin MacLeod), funcionário da estação e amigo de Mary.

- Ted Baxter (Ted Knight), o pomposo e dispersivo "âncora" do canal de TV. De cabelos grisalhos, sempre sorridente e de voz empostada, era uma das "marcas registradas" da série.

- Rhoda Morgenstern (Valerie Harper) (1970 - 74): era a melhor amiga de Mary e também sua vizinha. Era da cidade de New York. Ela ganhou uma série própria chamada Rhoda.

- Phyllis Lindstrom (Cloris Leachman) (1970 - 75) vizinha de Mary, esposa (e mais tarde viúva do Dr. Lars Lindstrom) e mãe de Bess. Ela também estrelou uma série própria Phyllis.

- Georgette Franklin Baxter (Georgia Engel) (1972 - 77), namorada e depois companheira de Ted.

- Sue Ann Nivens (Betty White) (1973 - 77), Particularmente atraída por Lou Grant (sem ser correspondida), ela ficou conhecida por exprimir seus desejos sexuais de forma agressiva. Apresentava um programa de culinária, The Happy Homemaker.

## Outros Personagens
- Gordy Howard (John Amos) (1970 - 73), O homem do tempo.
- Bess Lindstrom (Lisa Gerritsen) (1970 - 75), filha precoce de Phyllis.
- Ida Morgenstern (Nancy Walker) (1970 - 73)
- Martin Morgenstern (Harold Gould) (1972 - 73), pai de Rhoda
- Marie Slaughter (Joyce Bulifant) (1971 - 77), esposa de Murray
- Dottie Richards (Nanette Fabray) (1972), mãe de Mary
- Walter Richards (Bill Quinn) (1972), pai de Mary
- Edie Grant (Priscilla Morrill) (1973 - 75), esposa de Lou.
- Andy Rivers (John Gabriel) (1973 - 75), repórter esportivo, interesse romântico de  Mary.
- Flo Meredith (Eileen Heckart) (1975 - 76), tia jornalista famosa de Mary, atraída por Lou.
- David Baxter (Robbie Rist) (1976 - 77)

## Premiação

### Emmys
1974
- Mary Tyler Moore, atriz do ano /Séries
- Mary Tyler Moore, Melhor atriz /Comédia
- Cloris Leachman, Melhor coadjuvante de comédia, episódio "The Lars Affair"
- Treva Silverman, Melhor redator de comédia, episódio "The Lou and Edie Story"
- Treva Silverman, Redator do ano /Série de TV

1975
- Cloris Leachman, melhor atriz coadjuvante, episódio "Phyllis Whips Inflation" (dividido com  Zohra Lampert, de Kojak)

### Globo de Ouro
- 1971: Mary Tyler Moore, melhor atriz de comédia

- 1972: Edward Asner, melhor ator de comédia

- 1976: Edward Asner, melhor coadjuvante de comédia (dividido com Tim Conway por The Carol Burnett Show)

## Séries e Especiais Derivados
- The Mary Tyler Moore Reunion (2002)
- Mary and Rhoda (2000)
- Mary Tyler Moore: The 20th Anniversary Show (1991)
- Lou Grant (1977-1982)
- Phyllis (1975-1977)
- Rhoda (1974-1978)